# Rhopaloiulidae
Rhopaloiulidae é uma família de milípedes pertencente à ordem Julida.
Géneros:
- Cyphopoditius
- Rhopaloiulus Attems, 1926